# Ophion cephalotes
Ophion cephalotes är en stekelart som beskrevs av Meyer 1929. Ophion cephalotes ingår i släktet Ophion och familjen brokparasitsteklar. Inga underarter finns listade i Catalogue of Life.